# Hovea densivellosa
Hovea densivellosa är en ärtväxtart som beskrevs av I.Thomps. Hovea densivellosa ingår i släktet Hovea och familjen ärtväxter. Inga underarter finns listade i Catalogue of Life.